# الدفع الذاتي

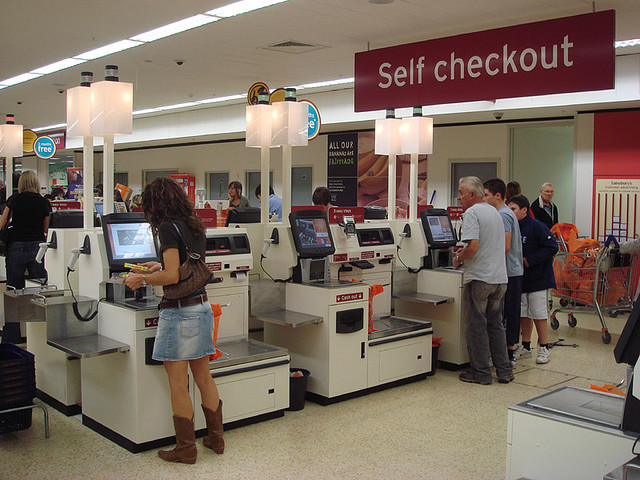
نموذج NCR Corporation لعمليات الدفع ذات الخدمة الذاتية والمسارات السريعة في متجر سينسبري

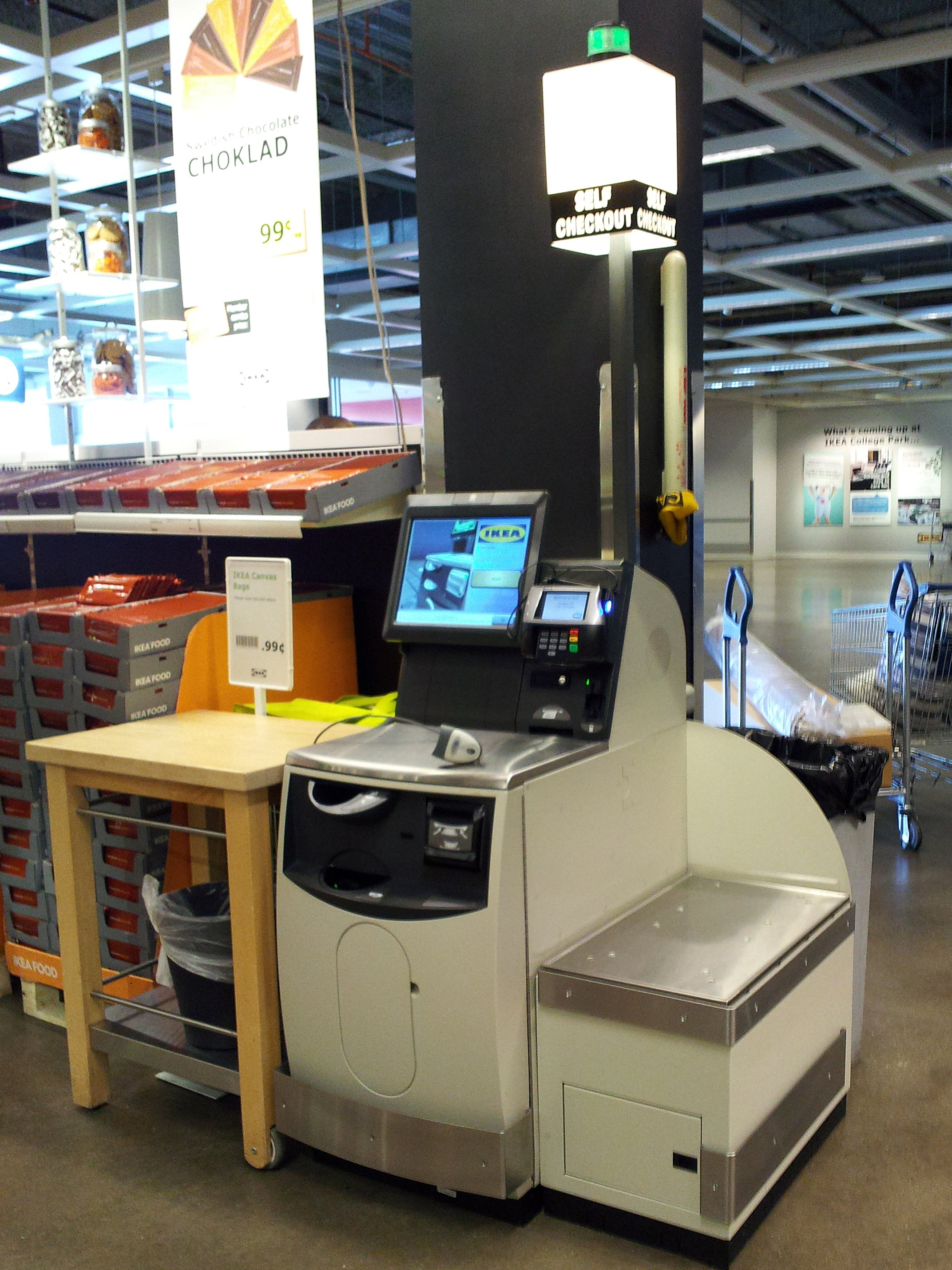
نموذج NCR Corporation للدفع الذاتي في متجر IKEA

آلات الدفع الذاتي (المعروفة أيضًا باسم خدمة الدفع الذاتية ومحطة تنشيط العميل شبه المدعومة ، SACAT) هي آلية توفر للعملاء معالجة عمليات الشراء الخاصة بهم من بائع تجزئة أو الأسواق المركزية. وهي بديل لـ أمين الصندوق في المتاجر والبقالات. يؤدي العميل مهمة أمين الصندوق نفسه، عن طريق المسح الضوئي لـ الرمز الشريطي ثم الدفع للمشتريات أو الخدمات.
اعتبارًا من عام 2013، كان هناك 191,000 وحدة دفع ذاتية في جميع أنحاء العالم، وقُدر العدد ليصل إلى 325,000 وحدة بحلول عام 2019. تم اختراع هذه الآلات بواسطة David R. Humble.

## النظم النموذجية
في أنظمة الدفع الذاتي، يُطلب من العميل عادة ما يلي:
- مسح الرمز الشريطي الخاص بالمنتج
- بالنسبة للمنتجات التي لا تحتوي على رموز شريطية مثل المنتجات الطازجة، قم بوزن هذه العناصر وحدد النوعية على شاشة تعمل باللمس؛
- ضع جميع المنتجات التي مسحتها ضوئيًا في «منطقة التعبئة». يتم التحقق من الوزن الملحوظ في منطقة التعبئة مقابل المعلومات المخزنة مسبقًا لضمان أن العنصر الصحيح قد تم تعبئته، مما يسمح للعميل بالمتابعة فقط في حالة تطابق الأوزان المرصودة والمتوقعة.[4]
- تسديد القيمة بطرق مختلفة.

قد تقبل الأجهزة في مختلف تجار التجزئة البطاقات عن طريق بطاقات الخصم، بطاقات الائتمان وبطاقات المساعدة الغذائية الإلكترونية والنقد عبر فتحة العملة وماسحة الأوراق النقدية وبطاقات الهدايا في المتجر عند الاقتضاء. تحتوي معظم القسائم أيضًا على رموز شريطية ويمكن مسحها ضوئيًا بنفس الطريقة التي يتم بها فحص المنتجات، على الرغم من أن بعضها يحتاج إلى تدخل من أحد الموظفين.
عادة ما يكون هناك موظف يشرف على مجموعة من عمليات الدفع الذاتي وهو يساعد العملاء عند الحاجة، وأحد مهام هذا الموظف هي التصريح ببيع المنتجات المقيدة بحسب العمر مثل الأدوية والكحول والتبغ.

## مزايا
تتمثل الفائدة التي يجنيها بائع التجزئة في توفير آلات الدفع الذاتي في انخفاض تكاليف اليد العاملة: يمكن للمُضيف في كثير من الأحيان تشغيل ما بين أربعة إلى ستة مسارات دفع مع قيام العميل الآن بعمل أمين الصندوق. يتعبر حجم آلة السحب الذاتي أصغر أيضًا من السحب التقليدي الذي يديره أمين الصندوق؛ وبالتالي، يمكن لمتجر توفير المساحة، والتي يمكن استخدامها لمزيد من الرفوف، وخزانات العرض أو مسارات دفع إضافية.
من الميزات أيضا أنه يمكن للعملاء الذين لا يريدون التفاعل مع أمين الصندوق استخدام الدفع الذاتي.
يمكن أن يكون الدفع الذاتي في بعض الأحيان أسرع من استخدام ممر الصراف. يمكن أن يقلل هذا من طول المسارات وأوقات الانتظار. في استطلاع أجرته NCR ، قال 42٪ من العملاء أنهم أحبوا راحة الدفع الذاتي، بينما قال 39٪ إنه أسرع من خط الدفع العادي مع أمين الصندوق. أجاب 90٪ من الذين شملهم الاستطلاع بأنهم مستخدمون لنظام الدفع الذاتي، حيث قال 7٪ من المشاركين أنهم سيستخدمون دائمًا عملية السحب الذاتي بغض النظر عن خطوط المتجر وعدد العناصر. قال المشاركون في الاستطلاع في إيطاليا وأستراليا إنهم «يستخدمون دائمًا الدفع الذاتي» بمعدل 13٪ و 9٪ على التوالي.
هناك ميزة أخرى وهي أن الدفع الذاتي يمكنه إذا تم الاستثمار اللازم تقديم خدمة متعددة اللغات جزئيا. (لا يمكن أن يكون ثنائي اللغة بشكل كامل ما لم يتم وضع علامة على البضائع نفسها بجميع اللغات ذات الصلة، وهو ما لا يحدث في كثير من الأحيان. على سبيل المثال، المتاجر الويلزية التابعة لـ تيسكو والتي يمكنها خدمة العملاء في الويلزية،  حين أن العثور على ما يكفي من الناطقين باللغة الويلزية بطلاقة كموظفين يمكن أن يكون أمرًا صعبًا لأنه في بعض المناطق نسبة صغيرة فقط من السكان المحليين تكون لغتهم الأم هي اللغة الويلزية.

## سلبيات

### السرقة

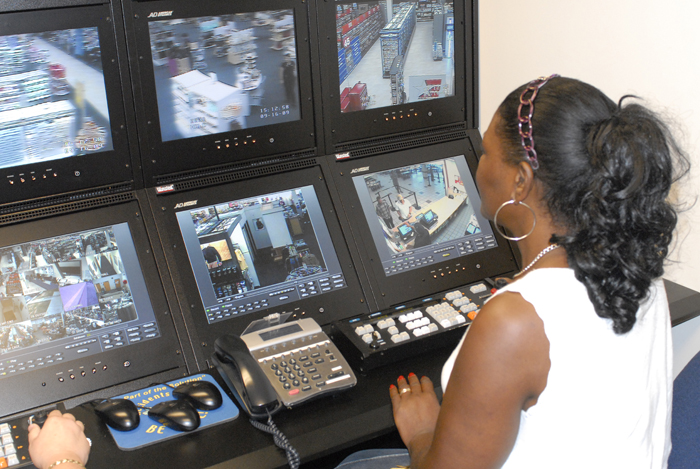
قد تقوم المتاجر بمراقبة المتسوقين باستخدام كاميرات مراقبة تليفزيونية

يعتبر الدفع الذاتي عرضة لبعض تقنيات السرقة. في بعض الحالات، سوف يلتقط الجهاز محاولة السرقة، أو يتسبب في قيام المتسوق بتغيير سلوكه (على سبيل المثال، وضع عنصر ليس على المقياس ولكن في مكان آخر لا ينبغي وضعه فيه، وقد يلاحظ مشرف النظام ذلك.).
على سبيل المثال، في عام 2007، اتُهم رجل باستبدال تسعير تلفزيون البلازما بتسعير أقراص دي في دي بقيمة 4.88 دولار، ومحاولة شرائها من خلال نظام الدفع الذاتي.
تشير الدراسات إلى أن نسبة كبيرة من المتسوقين يتم إغرائهم بالسرقة بسبب السهولة النسبية لخداع نظام الدفع الذاتي. على سبيل المثال، قد لا يتذكر الشخص (دون نية سرقة) مسح عنصر ضوئيًا، وعندما يلاحظ أنه الأمر سهل لن يمسح العناصر الأخرى عن عمد. وجد استطلاع عام في 2012 شمل 4,952 من المستجيبين في المملكة المتحدة أن ثلث المتسوقين قد سرقوا بهذه الطريقة، مع ما يقارب ربع الباقين الذين قالوا إنهم ارتدعوا عن ذلك بسبب خوفهم من خطر الكشف. العناصر غير المرمزة بالباركود مثل المنتجات، وتجاهل تنبيهات من الموظفين، تم تصنيفها على أنها نقاط ضعف، ولم يكن الفقر يعتبر عاملاً رئيسياً. قدّر مؤسس نظام المراقبة بالفيديو من متجر واحد أن «السرقة - سواء عن قصد أم لا - تزيد عن خمس مرات مع الدفع الذاتي عن وقت عمل الصرافين»، على الرغم من أن سلوك السارقين أصبح معروفًا جيدًا، وأصبحت المتاجر الآن أفضل في اكتشافهم  أظهر مسح في 2014 أن هناك 2634 شخصًا أكدوا نفس النتائج العامة، لكنهم علقوا أن تكلفة السرقة الإضافية كانت واضحة «مقارنة» بتكلفة العمليات الأخرى، مثل عمليات الدفع المأهولة، والأضرار الناجمة عن ضعف خدمة العملاء الناتجة عن بطء الدفع مقابل الدفع الآلي.

### جهد العملاء
في عام 2002، أجريت دراسة حيث استخدم الأشخاص ذوو الإعاقة آلات الدفع الذاتي، ووجدوا أن آلات الدفع الحالية لم تكن مصممة لـ إتاحتها لهم.

### التفاعل مع العملاء
يتم انتقاد عمليات الدفع الذاتي أيضًا لتقليص إمكانيات العملاء وموظفي المتجر للتفاعل فيما بينهم، والتأثير سلبًا على خدمة العملاء بشكل عام. فقد تفتقر مسارات الدفع الذاتي إلى بعض تفاعلات العملاء الأساسية، مثل إعلام العميل بعدم قبول القسيمة ولماذا.

### موثوقية منخفضة
كونها أكثر تعقيدًا، فإن عمليات الدفع الذاتي أكثر عرضة للفشل. على سبيل المثال، يستخدمون الموازين لوزن البضائع في منطقة التعبئة، وإذا فشل المقياس، فإن الجهاز لا يعمل. وأيضًا، في ممر الدفع المأهول، سيتم حل أي مشاكل بسيطة مثل عدم وجود ورقة الاستلام على الفور من قبل المشغل، في حين قد لا يتم إصلاح هذه المشاكل في مسارات الدفع الذاتية لبعض الوقت. ويمكن تعويض هذا النقص في الموثوقية عن طريق توفير ممرات زائدة أو عدد كاف من الموظفين المتاحين لإجراء الصيانة الفورية. [بحاجة لمصدر]

## المسح أثناء التسوق

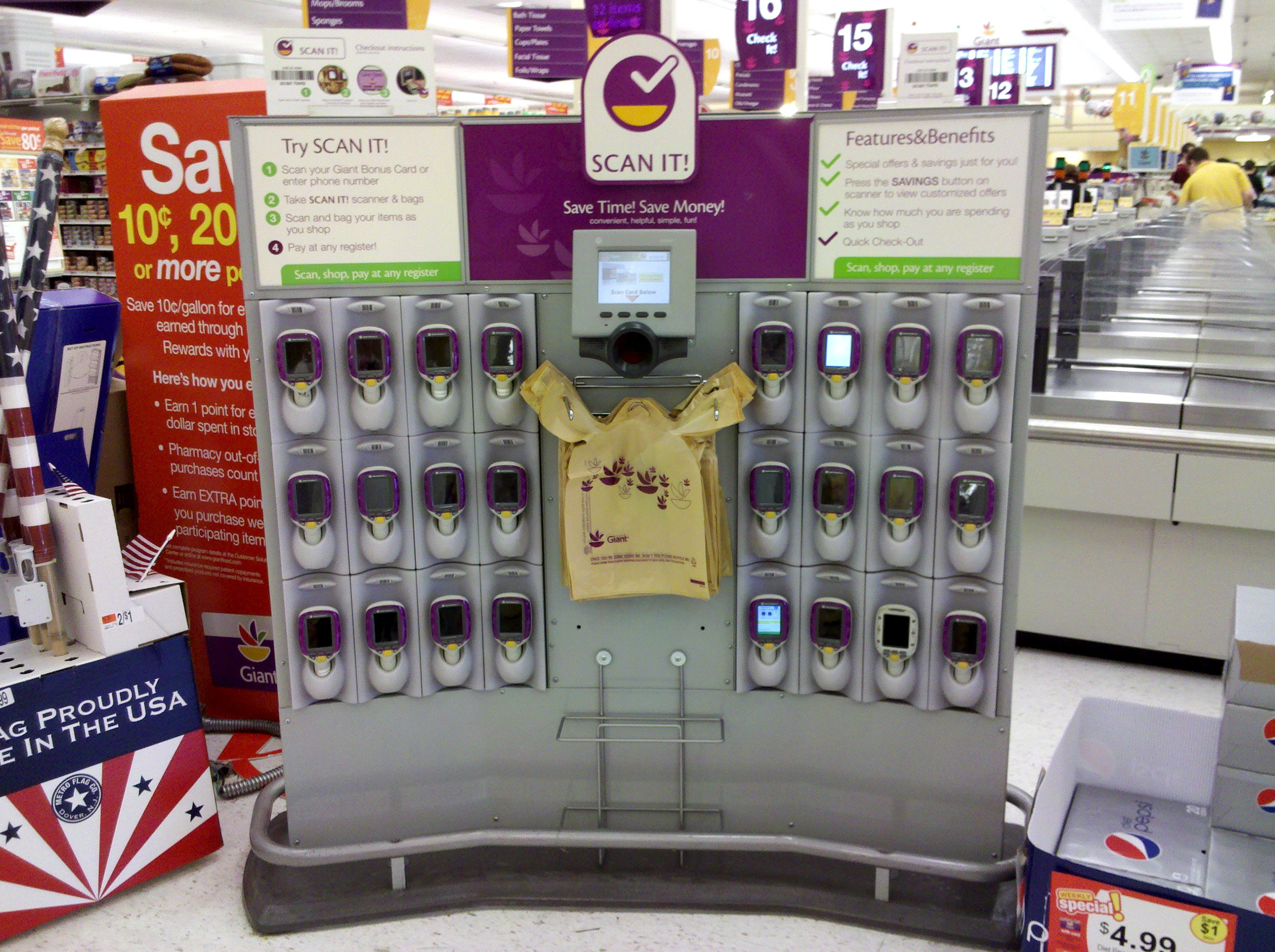
كشك "امسحها ضوئيًا" في متجر Giant Food.

يتكون النظام البديل (المسح الذاتي) من ماسح الباركود المحمول الذي يستخدمه العميل للمسح الضوئي وعربة العناصر أثناء التسوق. عندما ينتهي العميل من التسوق، يتم إحضار الماسحة الضوئية إلى كشك الدفع، حيث يتم تنزيل المعلومات من ماسح الباركود إلى الكشك، وعادةً ما يتم ذلك جنبًا إلى جنب مع بطاقة ولاء العميل. يدفع العميل ويتلقى إيصالًا في كشك الدفع. يتم الحفاظ على سلامة النظام من خلال استخدام عمليات تدقيق عشوائية أو تحديد الهوية بموجات الراديو (RFID) . يتيح نادي المستودعات التابع لشركة وول مارت، Sam's Club ، للعملاء تنزيل تطبيق ومسح العناصر في عربتهم باستخدام تطبيق الهاتف المحمول. في صيف 2018، أطلقت وول مارت الصين عن برنامج «امسح واذهب» المُستند إلى وي تشات، مما يسمح للعملاء بمسح العناصر في عرباتهم دون تنزيل تطبيق محمول آخر، أثناء الدفع من خلال وي تشات أو أليباي.
قام برنامج «امسح واذهب» بـ 30٪ من جميع المدفوعات التي تم إجراؤها في المتاجر الصينية، وحتى أنه حسن المبيعات في أسواق معينة بنسبة 10٪.
في ديسمبر 2016، أعلنت أمازون عن متجر محلي في سياتل تحت اسم Amazon Go ، والذي يستخدم مجموعة متنوعة من الكاميرات وأجهزة الاستشعار لمعرفة ما يضعه العملاء في أكياس التسوق الخاصة بهم. يقوم العملاء بمسح رمز الاستجابة السريعة عند دخولهم المتجر من خلال تطبيق مصاحب مرتبط بحساب امازون الخاص بهم. وعندما يخرج العميل من المتجر، يتم تلقائيًا تحميل العناصر الموجودة في حقيبته على الحساب لتتم عملية الشراء.

## أنظمة هجينة

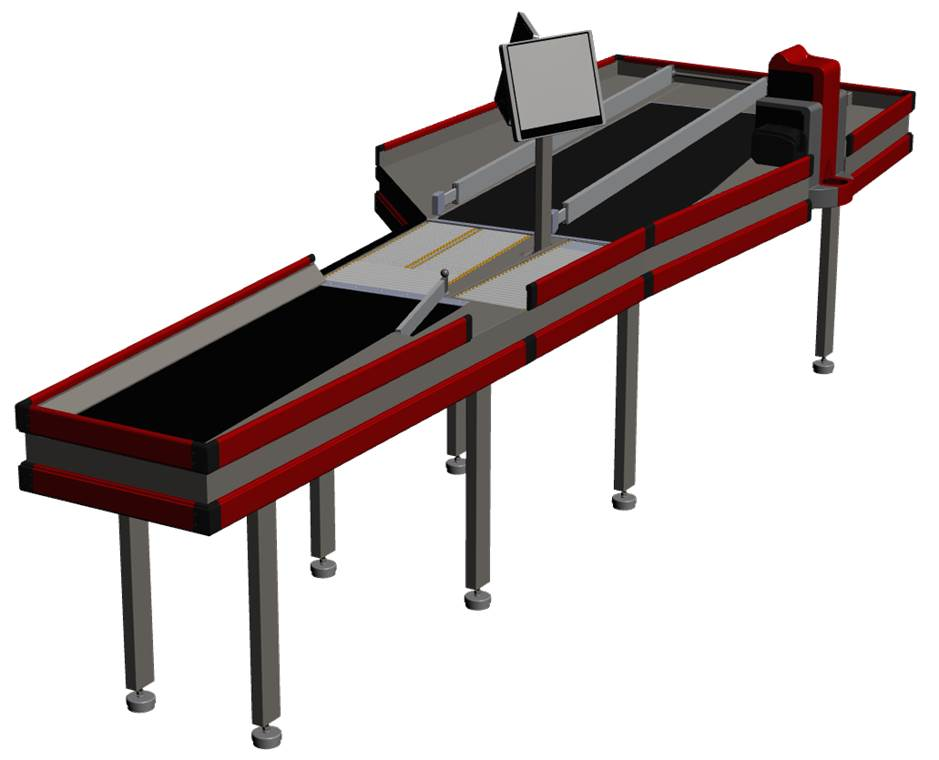
أنظمة دفع هجينة دعم المسح المتوازي

قام موردون مثل ITAB و NCR و Wincor-Nixdorf وغيرهم بتصنيع أنظمة دفع هجينة تسمح بتبديل عداد الدفع ما بين أمين الصندوق أو وضع الخدمة الذاتية للعميل.
اتخذت أنظمة الدفع الهجينة من PeoplePos المفهوم المختلط أكثر من خلال السماح لأمين الصندوق والعملاء بالقيام بمسح متوازي ومتزامن. يتم تحقيق ذلك عن طريق إضافة منطقة مسح العملاء بجوار منطقة المسح للصراف. يسمح حل الدفع الهجين (HybridCheckout) بزيادة الإنتاجية عبر مزيج من عمليات المسح التي يديرها أمين الصندوق وخدمة العملاء الذاتية.

## النظم المفتوحة
في عام 2010، تم الإعلان عن مشروع الدفع الذاتي المفتوح المصدر . باستخدام الأجهزة والبرامج مفتوحة المصدر، يُكلف نظام الدفع الذاتي المفتوح المصدر أقل من عُشر الإصدار التجاري.
يتوفر الدفع الذاتي المفتوح المصدر للمكتبات وهو قائم على جافا، والذي تم استخدامه في جامعة أكسفورد،  وهو متاح أيضًا بموجب رخصة GPL v3.

## اللائحة
أكدت محكمة استئناف في كاليفورنيا في سبتمبر 2013 مشروع قانون يحظر مبيعات المشروبات الكحولية في خدمة الدفع الذاتية. ويشترط القانون بيع الكحول فقط في معاملات مباشرة مع عاملي المتجر.